# Solanum neorossii
Solanum neorossii là loài thực vật có hoa trong họ Cà. Loài này được Hawkes & Hjert. miêu tả khoa học đầu tiên năm 1983.